# Hollerbach (Buchen)
Hollerbach ist eine ehemalige Gemeinde und heute ein Stadtteil von Buchen (Odenwald) im Neckar-Odenwald-Kreis in Baden-Württemberg.

## Geographische Lage
Hollerbach liegt als unregelmäßige Dorfsiedlung etwa 3,5 Kilometer westlich der Kernstadt Buchen am linken, östlich-exponierten Hang des gleichnamigen Hollerbachs im Odenwald.

## Geschichte

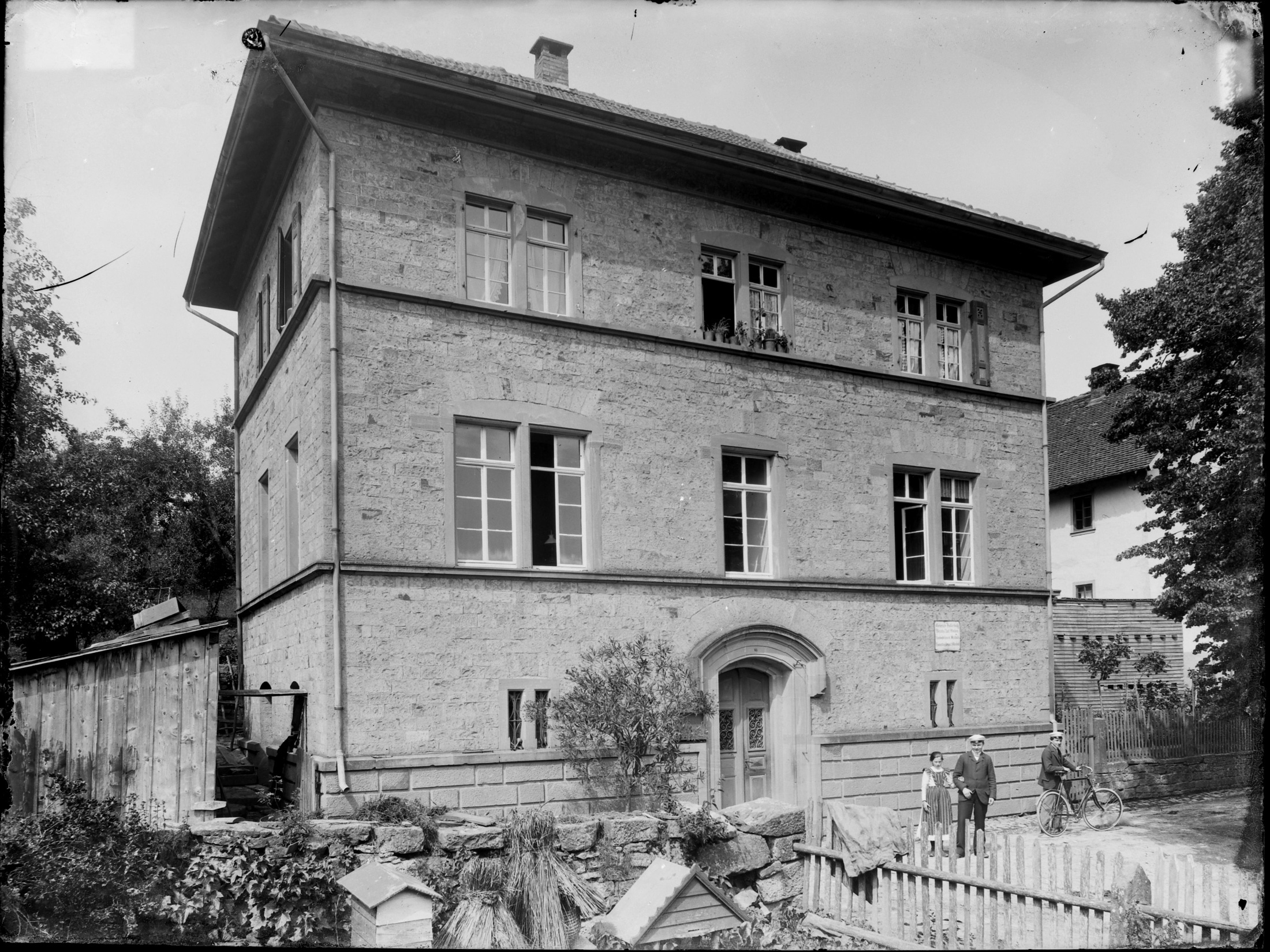
Rat- und Schulhaus in Hollerbach (um 1910)

Erstmals wurde die Rodungssiedlung Hollerbach im Jahr 1277 urkundlich als „Holderbach“ (von Holunder) erwähnt. Die Grundherrschaft lag bei dem Adelsgeschlecht Dürn. Zwei Drittel gelangten über das Kloster Amorbach an das Adelsgeschlecht Rüdt von Collenberg. Ab dem Jahr 1684 war in Hollerbach Kurmainz Landesherr, bis der Ort 1803 an das Fürstentum Leiningen kam. Nach nur drei Jahren im Fürstentum Leiningen kam der Ort 1806 an das Großherzogtum Baden. Zum 1. Januar 1975 erfolgte die Eingemeindung nach Buchen.
Von 1935 bis 1945 waren Oberneudorf und Unterneudorf nach Hollerbach eingemeindet.
Die Pfarrkirche wurde 1626 errichtet und 1783 barockisiert. Zwischen 1905 und 1915 fanden sich die Mitglieder der Hollerbacher Malerkolonie zusammen. Bei dem 19. Wettbewerb Unser Dorf soll schöner werden über die Jahre 1996–1998 errang Hollerbach eine Landesgoldmedaille.

## Wappen
Das Wappen ist komplett in Rot gehalten mit einem goldenen Krummstab in der Mitte und zwei goldenen Kronen jeweils links und rechts. Diese Symbole erinnern an Kurmainz und das Kloster Amorbach.